# 天野里咲
天野 里咲（あまの りさ、1977年5月20日 - ）は宮崎県出身のタレント。モデル。グラビアアイドル。女優。占い師。本名未公表。キリンプロ所属。

## 人物
宮崎県立延岡東高等学校出身。大学は国際関係の学部 (ブログによる)。
身長158cm・血液型O型。趣味はフルート・ピアノ・水泳。グラビアなどで活動後、バラエティ番組の再現ドラマやイメージ映像、TBSデジ屋台の司会、CM（養命酒など）を中心に活動している。1人や夫婦役・親子役・家族役など少人数のバラエティー番組のイメージ映像や再現映像。入浴シーンにて出演することも多い。
- スリーサイズは、B93(Fカップ）W58 H83。
- 好きな映画はローマの休日。
- 書道四段（それ以外は左利き）。雅号は天照大神の天の岩戸伝説より咲くが笑うの意味となることから楽咲とした（ブログによる）[要文献特定詳細情報]。
- 平尾昌晃歌謡教室　福岡校で歌を習っていたときに、東京大会でアイドル賞を受賞し、スカウトされた。
- ヤングサンデー県民美少女選手権で宮崎代表となり、最多の890票を集め、10人の最終まで残った。
- 芸名は天照大神より里に花が咲くようにとの願いが込められていて、母が高千穂出身で祖父が神職であることも芸名に由来している。（ブログによる）[要文献特定詳細情報]
- デジ屋台にてTBSアナウンサー小林豊を占ったことがきっかけとなり、幼少の頃から好きであった占いを本格的に勉強し、算命学のプロ資格取得。(ブログによる)[要文献特定詳細情報]
- 芸能活動20周年を記念して全作詞・作曲したアルバム「綾の光」を制作(2016年)。
- 母方の家系佐藤忠信家紋佐藤継信佐藤忠信兄弟を始祖の証である源氏車に下り藤。ブログ[要文献特定詳細情報]にて2017年4月29日、家紋付きの着物を紹介。
- バラエティの再現・イメージ映像などお笑い関連のお仕事も多いことからお笑い用語の笑い待ちと天照大神の天の岩戸伝説の暗闇より、咲くと笑うの意味が同じことを掛けて、自身を笑い待ちとした(2018年11月8日～)（ブログによる）[要文献特定詳細情報]。

## 出演

### ドラマ
- プライベートアクトレス（1998年、日本テレビ）アイドル役
- 轟轟戦隊ボウケンジャー 43/44話（2006年11月27日、テレビ朝日）
- 鹿男あをによし（2008年2月14日、フジテレビ）
- Cafe吉祥寺で（2008年11月25日、テレビ東京）第42話
- MOZU　Season1 ～百舌 の叫ぶ夜～ (2014年4月10日 TBS)第4話
- コック警部の晩餐会（2016年12月1日 TBS)第7話　サウナシーン

### CM
- アサヒ飲料 十六茶 博多ラーメン編（1996年）
- ホテルイーズ（1996年）
- 養命酒 冬編（2002年）
- ライオン バファリン（2003年）先生役
- 花王 ヘルシア緑茶 トルネード パート2篇（2003年）
- 銀のさら（2007年）
- ユーキャン ビジネスマン編（2008年）
- ロート製薬 肌研 肌ラブ（2009年）
- おやつカンパニーベビースターラーメン(2011年)
- サントリープレミアムモルツ(2012年)
- アサヒビール(2017年)
- uno(2017年)
- パナソニック(2017年)
- ソニー生命保険 ライフプランナーバリュードラマ「遠い約束」(2017年)
- LINE(2017年末～2018年)
- AU(2018年１月)
- KIRINザ・ストロング(2018年4月)
- 興和 キューピーコーワiドリンク(2018年4月)
- 不動産賃貸会社UR(2018年4月)
- 住宅総合メンテナンス会社 雨宮　(2018年5月)
- toto宝くじBIG(2018年5月)
- テーブルマーク(2018年5月)

### ビデオ DVD
- 魅力を引き出すプロのメイク術（1996年、センチュリー社）
- こどもちゃれんじ「ほっぷ」12月号 たいやきセット予告（2006年、ベネッセコーポレーション）
- ぱちんこ勝ち台狙い打ち 付属DVD（2009年、リイド社）リポーター

### PV
- 浜崎あゆみ「rainbow」（2003年）
- 伊藤由奈「URBAN MERMAID」（2007年）

### VR
- GReeeeNオリジナルアルバム「うれD」初回限定版A　VR特典映像　「ソビト」（2018年4月11日）

### VP
- キヤノン「canon image station」（2007年）
- 花王（2010年）
- 警視庁暴力団追放排除 街頭ビジョン（2010年）

### ラジオ
- アイドルランド（1997年）メインパーソナリティ 年間

### 舞台
- 『アルジャーノンに花束を』（2006年）

### ライブ
- あついライブ　（1997年8月17日 渋谷TAKE OFF7）
- アイドルワークショップ（1997年12月7日　横浜CLUB24）
- アイドル文化祭（1998年1月24日　1998年2月21日　1998年3月21日　大井町きゅりあんホール）

## アルバム
| # | 発売日        | タイトル | 品番 | 収録曲                                                                                     | 備考                                                                                           |
| - | ------------- | -------- | ---- | ------------------------------------------------------------------------------------------ | ---------------------------------------------------------------------------------------------- |
| 1 | 2016年5月15日 | 綾の光   |      | 1. 天空 2. ふんわり 3. 奇跡 4. 葡萄 5. 咲楽 さくら 6. 星空 7. 花火 8. 綾 9. 道 10. 咲 さく | 全作詞・作曲：天野里咲 芸能活動20周年記念も兼ねて制作 ライブ会場・天野里咲通販サイトにて販売。 |